# ختوو
ختوو (به لاتین: Khetovo) یک منطقهٔ مسکونی در روسیه است که در استان آرخانگلسک واقع شده‌است.